# Hans Fisker
 For alternative betydninger, se Henrik Fisker.
Hans Fisker (28. maj 1793 i København – 11. september 1855 sammesteds) var en dansk søofficer og kammerherre.

## Biografi
Fisker var søn af kontreadmiral Lorentz Fisker og hustru Charlotte Amalie født Koefoed, blev 1804 kadet, var 1808-09 ved auxilliærstyrken på Schelden, blev 1811 sekondløjtnant, 1811-13 med briggen Alsen, sprang overbord herfra og reddede en matros, der var faldet over bord fra Fokkeråen, medens skibet var under sejl. 1814 fik han ordre til at afgå til Vestindien med transportskibet Anna Sophie med vestindiske soldater, men fik 1815 permission i to til tre måneder for at rejse til Christianssand. 1816 blev han sat à la suite for at gå i koffardifart som styrmand med kaptajn Anthonius Krieger til Vestindien, blev 1819 premierløjtnant, var 1824-26 indrulleringsofficer i Assens, 1824-25 næstkommanderende i briggen St. Croix til Middelhavet og Vestindien, 1826-27 indrulleringsofficer i Nyborg, 1828 fører af dampskibet Kiel til disposition for kongen og blev samme år kaptajnløjtnant. Fisker blev 1832 næstkommanderende i fregatten Nymphen, som også var kadetskib, var 1835-36 chef for briggen St. Jan til Vestindien, 1838 næstkommanderende i fregatten Rota, som blev sendt til Middelhavet efter Thorvaldsen. Samme år fik han understøttelse til at få udgivet sin Dictionnaire over Søtermini. Han blev 1839 chef for vagtskibsposten på batteriet Trekroner, blev 1840 kaptajn, var 1840-41 chef for briggen St. Croix til Vestindien og fik i 1840 ordre til med briggen at overføre generalguvernør Peter von Scholten fra Falmouth til Vestindien. 1841 blev han medlem af kommissionen i Vestindien i sagen mod løjtnant Hedemann m.fl. 1847 blev Fisker kommandørkaptajn, 1848 forsat til søtransportvæsenet og ledede i juni samme år overfarten af det svenske troppekontingent på 4-5.000 mand fra Göteborg til Fyn og meldte samme år om tilbagetransporten af svenske tropper fra Nyborg til Göteborg. Han blev 1851 kommandør og døde 1855 i København.

## Hæder
Fisker blev 1815 kammerjunker, fik 7. januar 1825 Medaljen for Druknedes Redning, blev 28. oktober 1836 Ridder af Dannebrog, 13. september 1848 Dannebrogsmand og 6. oktober 1851 kammerherre.

## Privat
Fisker blev gift 7. oktober 1815 i Christianssand med Charlotte Julie de Fromery (10. marts 1794 i København - 9. oktober 1854 sst.), datter af fransk generalkonsul i Norge Pierre Fromery og hustru Marguerite Claire født Aubière.
Han er begravet på Holmens Kirkegård. Han er gengivet i en tegning af Ditlev Blunck i Thorvaldsens Museum.